# Chronische paroxismale hemicranie
Chronische paroxismale hemicranie (CPH), ook wel syndroom van Sjaastad genoemd, is een zeldzame vorm van hoofdpijn die voor het eerst werd beschreven door Ottar Sjaastad en Inge Dale in 1974. Het is een zeldzame vorm van hoofdpijn die zich kenmerkt door pijnlijke, stekende hoofdpijnaanvallen aan één kant van het hoofd, die gepaard kunnen gaan met een rood, tranend oog of hangend ooglid (syndroom van Horner). Net zoals clusterhoofdpijn en SUNCT behoort CPH tot de trigeminale autonome cefalalgieën (TAC’s).

## Symptomen
De symptomen van CPH lijken erg op die van clusterhoofdpijn, met als grote verschil de duur van de aanvallen; bij clusterhoofdpijn duurt een aanval gemiddeld tussen de 15 en 180 minuten, terwijl de aanvallen bij CPH 2 tot 30 minuten duren. De frequentie van de aanvallen is bij CPH echter wel hoger: een tot veertig aanvallen per dag.
De pijnaanvallen worden gekenmerkt door een hevige, stekende pijn rond het oog en voorhoofd en komt altijd aan maar één kant van het hoofd voor. De aanvallen kunnen op elk moment van de dag optreden, in tegenstelling tot clusterhoofdpijn, die meestal in de nacht ontstaat.
Naast de hoofdpijn kunnen mensen met CPH tijdens een aanval ook last hebben van een rood, tranend oog, afhangend ooglid, verkleinde pupil (syndroom van Horner) en een verstopte neus.

## Epidemiologie
Chronische paroxismale hemicranie is een zeldzame aandoening en komt vaker voor bij vrouwen dan bij mannen. De gemiddelde leeftijd waarop de eerste klachten ontstaan is 34 jaar, maar de aandoening is ook bij jongeren beschreven.

## Diagnostiek en behandeling
Om andere oorzaken van de hoofdpijn uit te sluiten kan er een bloedtest en/of MRI-scan worden uitgevoerd. Daarna zal een proefbehandeling met Indometacine worden gebruikt om chronische paroxismale hemicranie aan te tonen.
De eerste behandeling van CPH zal daarna ook bestaan uit het gebruik van Indometacine, een ontstekingsremmende pijnstiller in de categorie van de NSAID's. Het medicijn vermindert de aanvallen, maar geeft wel een verhoogde kans op maagklachten, waardoor de gelijktijdige behandeling met een maagzuurremmer niet ongewoon is.

## Referentielijst
1. ↑  Sjaastad O, Dale I. Evidence for a new (?), treatable headache entity. Headache. 1974 Jul. 14(2):105-8
2. ↑  I. Favier, M.D. Ferrari en J. Haan, Treminale autonome cefalalgie: drie vormen van eenzijdige, kortdurende hoofdpijn met faciale autonome verschijnselen.. ntvg (21-01-2008). Geraadpleegd op 24-6-2017.
3. ↑  Michaël Laurent, Trigeminale autonome cefalagieën. Nederlandstalige Journal club (11-04-2010). Gearchiveerd op 7 november 2017. Geraadpleegd op 24-06-2017.
4. ↑  L. Heesterman, Paroxysmale hemicrania. Gezondheidsplein (18-10-2013). Gearchiveerd op 14 oktober 2017. Geraadpleegd op 24-06-2017.
5. ↑  Sjaastad O, Apfelbaum R, Caskey W, Christoffersen B, Diamond S, Graham J, et al. Chronic paroxysmal hemicrania (CPH). The clinical manifestations. A review. Ups J Mes Sci Suppl. 1980. 31:27-33.
6. ↑  Kudrow DB, Kudrow L. Successful aspirin prophylaxis in a child with chronic paroxysmal hemicrania. Headache. 1989 May. 29(5):280-1
7. ↑  Seidel S, Lieva-Samal D, Vigl M, Wöber C. Clinical features of unilateral headaches byond migraine and cluster headache and their response to indomethacin. Wien Klin Wochenschr. 2011 Sep. 123(17-18):536-41